# Armata Cehoslovacă

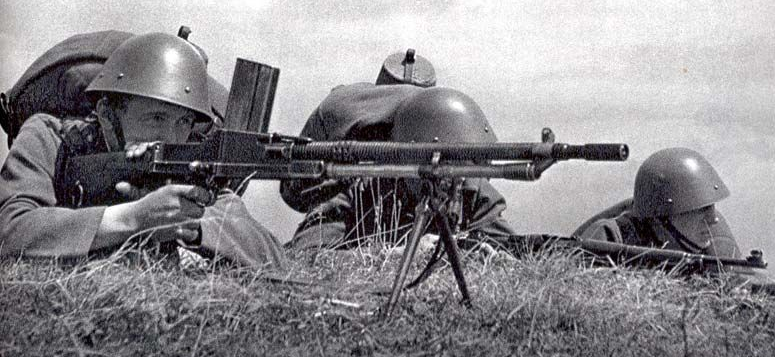
Soldați cehoslovaci cu o mitralieră ușoară ZB vz. 26. Cândva între 1932 și 1938.

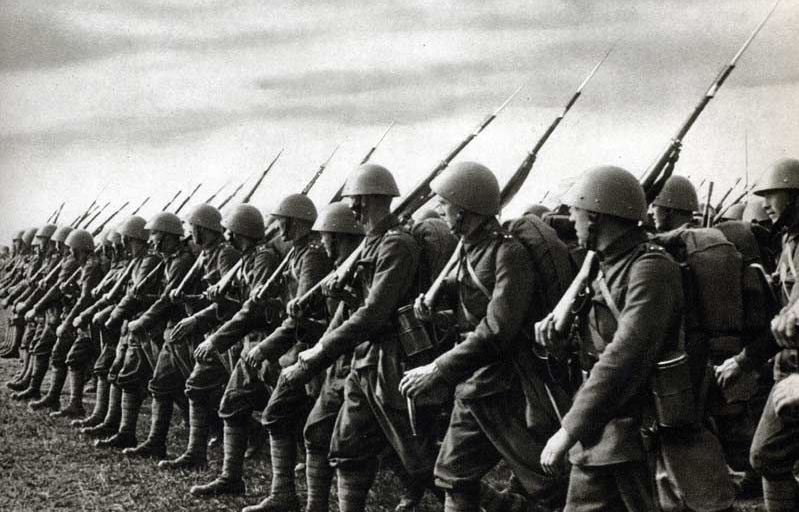
Soldați cehoslovaci cu căști M32 și puști ZB vz. 24. Cândva între 1935 și 1938.

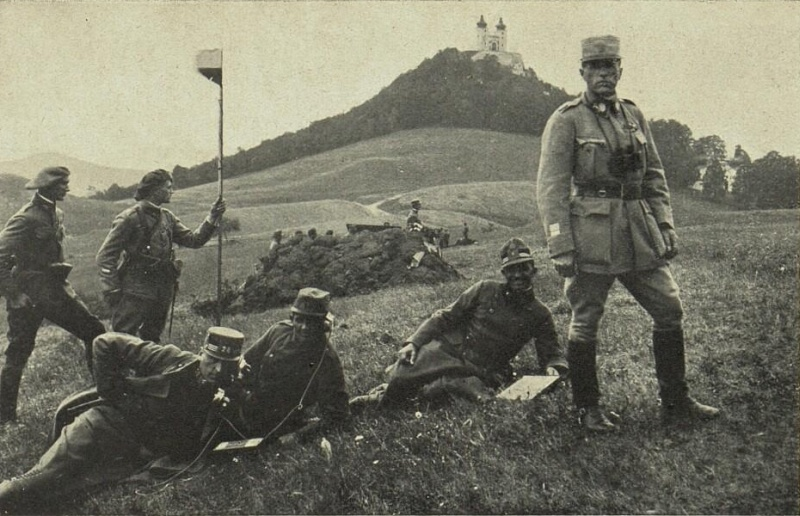
Militari cehoslovaci sub comanda lui Josef Šnejdárek în luptele împotriva maghiarilor din Slovacia (iunie 1919)

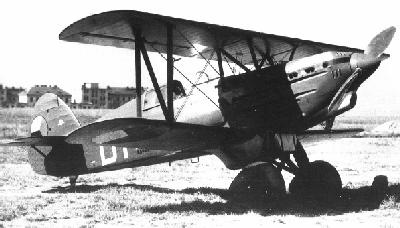
Avion de vânătoare cehoslovac Avia B-534

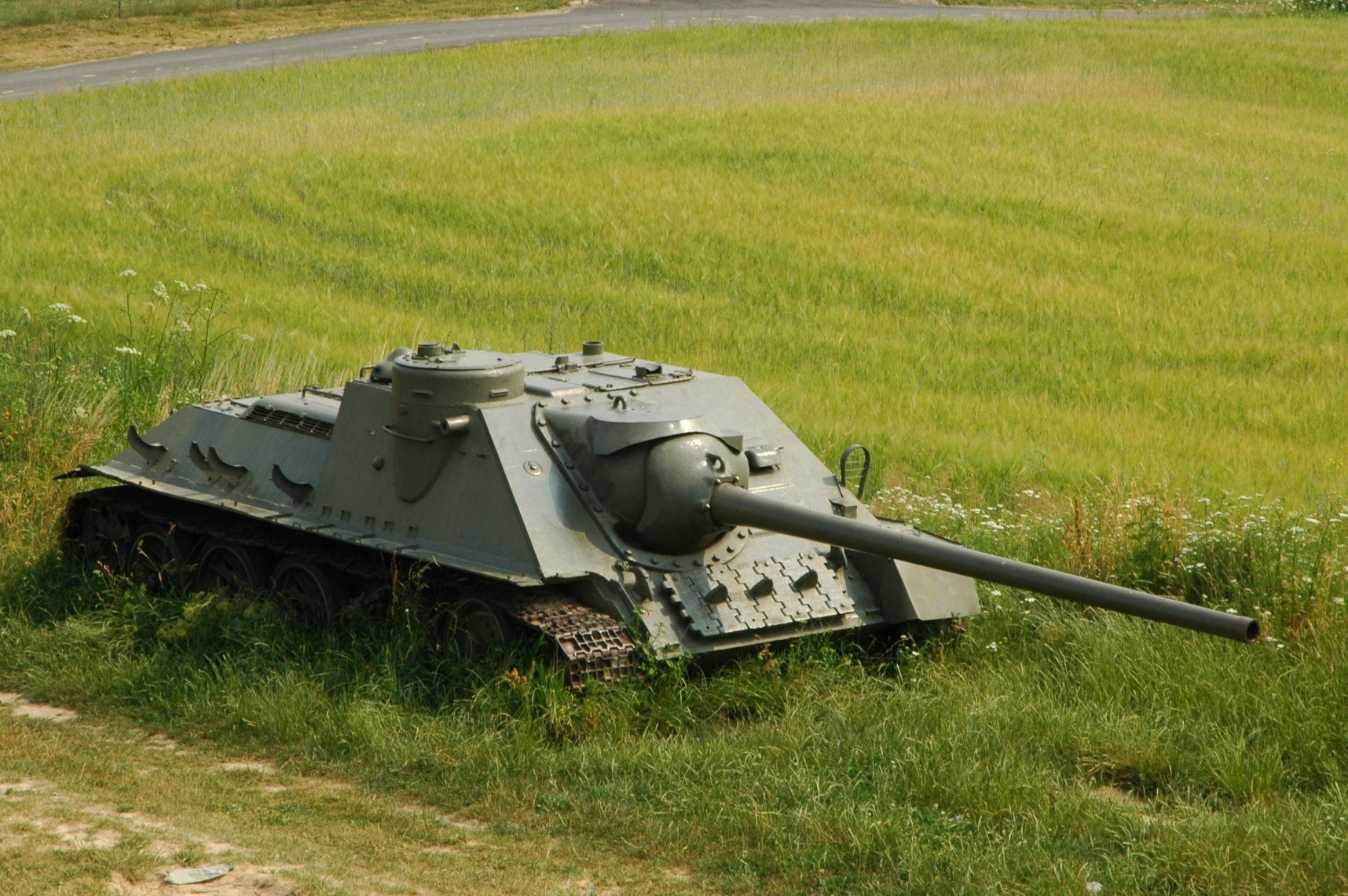
Tun autopropulsat SU-100

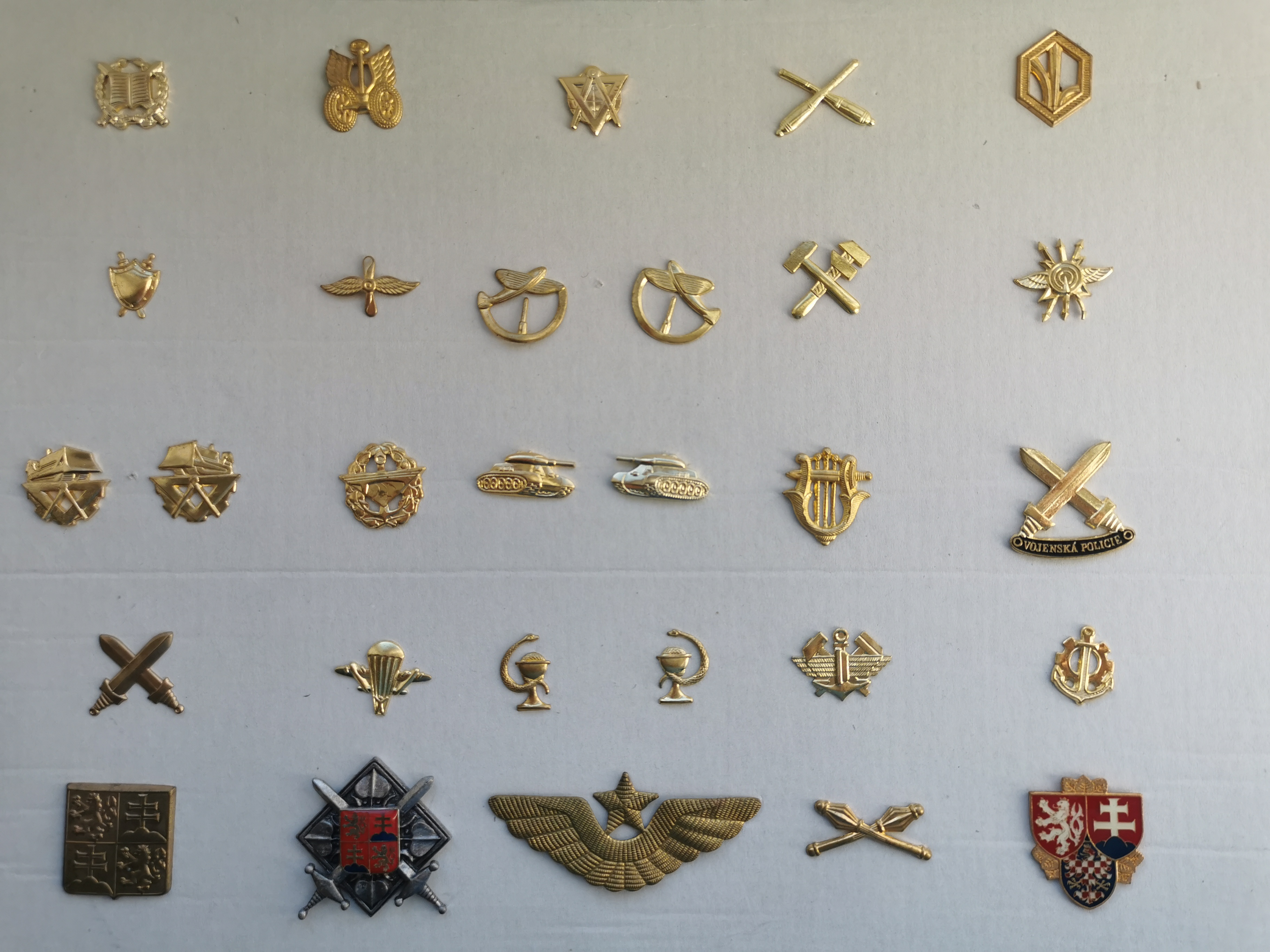
Câteva insigne militare cehoslovace, anul 1992

Armata Cehoslovacă (în cehă și slovacă: Československá armáda) a fost numele forțelor armate ale Cehoslovaciei. A fost înființată în 1918 în urma declarației de independență a Cehoslovaciei de la Washington față de Austro-Ungaria.

## Istorie
În prima săptămână după declararea independenței, armata noului stat cehoslovac a fost formată în principal din unități cehe și slovace ale Armatei Austro-Ungare, iar mai târziu a încorporat membri ai Legiunilor Cehoslovace din Italia și Franța, care au luptat alături de Antanta în timpul Primului Război Mondial. Armata Cehoslovacă a luat parte la scurtul Război Polono-Cehoslovac, în care Cehoslovacia a anexat regiunea Transolza de la Polonia. De asemenea, a purtat un război de frontieră cu Ungaria pentru controlul și granițele Slovaciei. Armata a fost modelată după armata austro-ungară, cu influența unei misiuni militare franceze. Ofițerii săi inițiali au fost atât foști ofițeri austro-ungari, cât și din Legiuni, care au decis să rămână în serviciul activ. Primul șef al Statului Major al armatei a fost generalul francez Maurice Pellé⁠(d).
În perioada interbelică, forța sa a fost destul de modernă după standardele contemporane, nucleul fiind format din patru divizii rapide echipate la sfârșitul anilor 1930 cu tancuri LT vz. 35, precum și un sistem extins de fortificații de graniță. Parțial mobilizată după Anschlussul german al Austriei și pe deplin mobilizată în momentul Conferinței de la München, Armata Cehoslovacă nu a luat parte la nicio apărare organizată a țării împotriva invadatorilor germani, din cauza izolării internaționale a Cehoslovaciei.
Armata a fost desființată în urma ocupației germane a Cehoslovaciei în 1939. În timpul celui de-Al Doilea Război Mondial, Armata Cehoslovacă a fost recreată în exil, mai întâi sub forma noii legiuni cehoslovace care a luptat alături de Polonia în timpul invaziei Poloniei, iar apoi sub forma forțelor loiale guvernului cehoslovac în exil cu sediul la Londra. Pe Frontul de Răsărit s-au format și formațiuni cehoslovace; Corpul I de Armată Cehoslovacă (în cehă První československý armádní sbor) din Uniunea Sovietică a servit alături de Armata Roșie, iar Prima Armată Cehoslovacă din Slovacia a revendicat moștenirea forțelor cehoslovace în timpul Insurecției naționale slovace.
După război, unitățile cehoslovace care au luptat alături de aliați au revenit în Cehoslovacia și au format nucleul noii armate cehoslovace recreate. Cu toate acestea, odată cu preluarea de către comuniști a puterii din Cehoslovacia, armata a fost sovietizată și în 1954 a fost redenumită oficial Armata Populară Cehoslovacă (în cehă Československá lidová armáda).
În 1987, Armata Populară Cehoslovacă a avut un personal activ de 201.000 militari. Armata Populară Cehoslovacă a făcut parte din armatele Pactului de la Varșovia.
Armata Cehoslovaciei a revenit la denumirea anterioară în 1990, în urma Revoluției de Catifea, dar în 1993, în urma dizolvării Cehoslovaciei, a fost desființată și împărțită astăzi în Forțele Armate ale Cehiei (în cehă Armáda České republiky) și Forțele Armate ale Slovacei (în slovacă Ozbrojené sily Slovenskej Republiky).